# عزلة القارة (أبين)
عزلة القارة هي إحدى عزل مديرية رصد في محافظة أبين اليمنية ويبلغ تعداد سكانها 54825 نسمة حسب التعداد السكاني في اليمن لعام 2004.